# Anisodes inaequalis
Anisodes inaequalis là một loài bướm đêm trong họ Geometridae.